# 魔索布莱城
魔索布莱城是角色扮演游戏《龙与地下城》中，《被遗忘的国度》设定中位于地下世界幽暗地域中的一个卓尔精灵的地下城市国家。这个城市建造在一个宽约2英里，高达数千英尺的洞穴中。城中大约居住着2万名卓尔精灵。
魔索布莱城（Menzoberranzan）的意思是魔索贝拉之家，用以纪念第一个到达这里的黑暗精灵。
魔索布莱城最早只是一个遍布石笋和钟乳石的空旷洞穴。

## 地理
魔索布莱城的中央有一根用来计时的巨大石柱——纳邦德尔时柱（Nabondel）。地底没有季节与昼夜的变化，在一天结束的时候，魔索布莱城的大法师给石柱施展一个魔火焰法术，这个法术的有效时间正好等于地面上的一天。火焰的温度让时柱在地底夜视生物眼中呈现出红色。
魔索布莱城最北方是提尔·布里契，这里是魔索布莱城所在洞穴的最高点。这里有蜘蛛教院（罗丝女神蜘蛛形状的传道所），术士学校（法师学习的地方）和格斗武塔（男性战士学习格斗技巧的金字塔形建筑）。这里是魔索布莱城防守最严密的地方，有巨大蜘蛛守卫。
东边是一个叫做东尼加顿湖（Donigarten）的大池塘。湖中间有一个长满苔藓的小岛，上面畜养者卓尔精灵的家畜洛斯兽（Rothé）。
南方生长着许多巨大的蕈类，魔索布莱城最美丽的建筑也大多在这里。

## 家族
魔索布莱城中大约2万名黑暗精灵之中，有大约1000名贵族，分为67个被认可的家族。其他都是平民战士。
大约每10年就会有家族计划消灭另外一个家族，以提升自己的排名。排名前八位的家族的主母组成了魔索布莱城的执政议会。
各个家族都有奴隶为他们做苦工和充当战争中的炮灰。这些奴隶一般都是地精、半兽人、熊地精等种族。

### 班瑞家族
班瑞家族是魔索布莱城排名第一的家族，是执政议会的首脑。这个家族也是魔索布莱城最古老的家族。

### 迪佛家族
迪佛家族在魔索布莱城排名第四，主母是吉娜菲·迪佛（Ginafae DeVir），是执政议会的成员。在《黑暗精灵三部曲》中被杜垩登家族消灭，主母吉娜菲·迪佛被杜垩登家族的武技长札克纳梵·杜垩登杀死。

### 赫奈特家族
席纳菲·赫奈特主母领导的赫奈特家族是魔索布莱城排名第六的家族，是执政议会的成员。在《黑暗精靈三部曲》中赫奈特家族經過與杜垩登家族長達10年的爭斗，最后終于敗在了杜垩登家族手下。
玛索吉·赫奈特是赫奈特家族的王子，他在术士学院杀死了无面者，救了艾顿·迪佛。最后他被崔斯特殺死。

### 杜垩登家族
杜垩登家族在魔索布莱城排名第十，消灭了迪佛家族后排名第九。主母是玛烈丝·杜垩登（Malice Do'Urden），育有三女三儿。
打败了赫奈特家族后，由于使用缚灵尸失败而惹怒罗丝，被班瑞家族趁机消灭。

### 菲布兰契家族
菲布兰契家族排名仅次于杜垩登家族。其主母是黑勒温·菲布兰契。

### 凯诺芬家族
凯诺芬家族是魔索布莱城的第十五家族。

### 弗瑞斯家族
弗瑞斯家族在魔索布莱城是一个小家族，在《黑暗精灵三部曲》的第一部《故土》中由于被塔肯杜伊斯家族偷袭而元气大伤，其遗留下来的贵族被班瑞家族接受。

### 塔肯杜伊斯家族
塔肯杜伊斯家族在魔索布莱城是一个小家族，在《黑暗精灵三部曲》的第一部《故土》中由于偷袭另外一个小家族弗瑞斯家族失败，而被执政议会判决违反法律，而被消灭。

## 其他人物
- 哈契聂特：格斗武塔的历史教官。